# Dutch Charts
Dutch Charts (anciennement MegaCharts) est une société néerlandaise responsable de plusieurs classements musicaux officiels, dont le Single Top 100 et l'Album Top 100 sont les plus connus. Dutch Charts fait également partie des services de marketing GfK Benelux.

## Classements de MegaCharts

### Singles

#### Autres
- Single Tip
- Dance Top 30

### Albums

#### Album Top 100
Ce classement porte sur les albums autres que les compilations. Il classe chaque semaine les cent albums les plus vendus.

#### Mega Verzamelalbum Top 30
Le Mega Verzamelalbum Top 30, également connu sous le nom Compilation Top 30, est un classement qui porte sur les compilations. Il classe chaque semaine les trente compilations les plus vendues.

#### Autres
- Combi Album Top 100
- Backcatalogue Top 50
- Midprice Top 50
- Vinyl 33

### DVD
- Music DVD Top 30
- Film DVD Top 30
- Game Top 10